# Trädlärkan 8

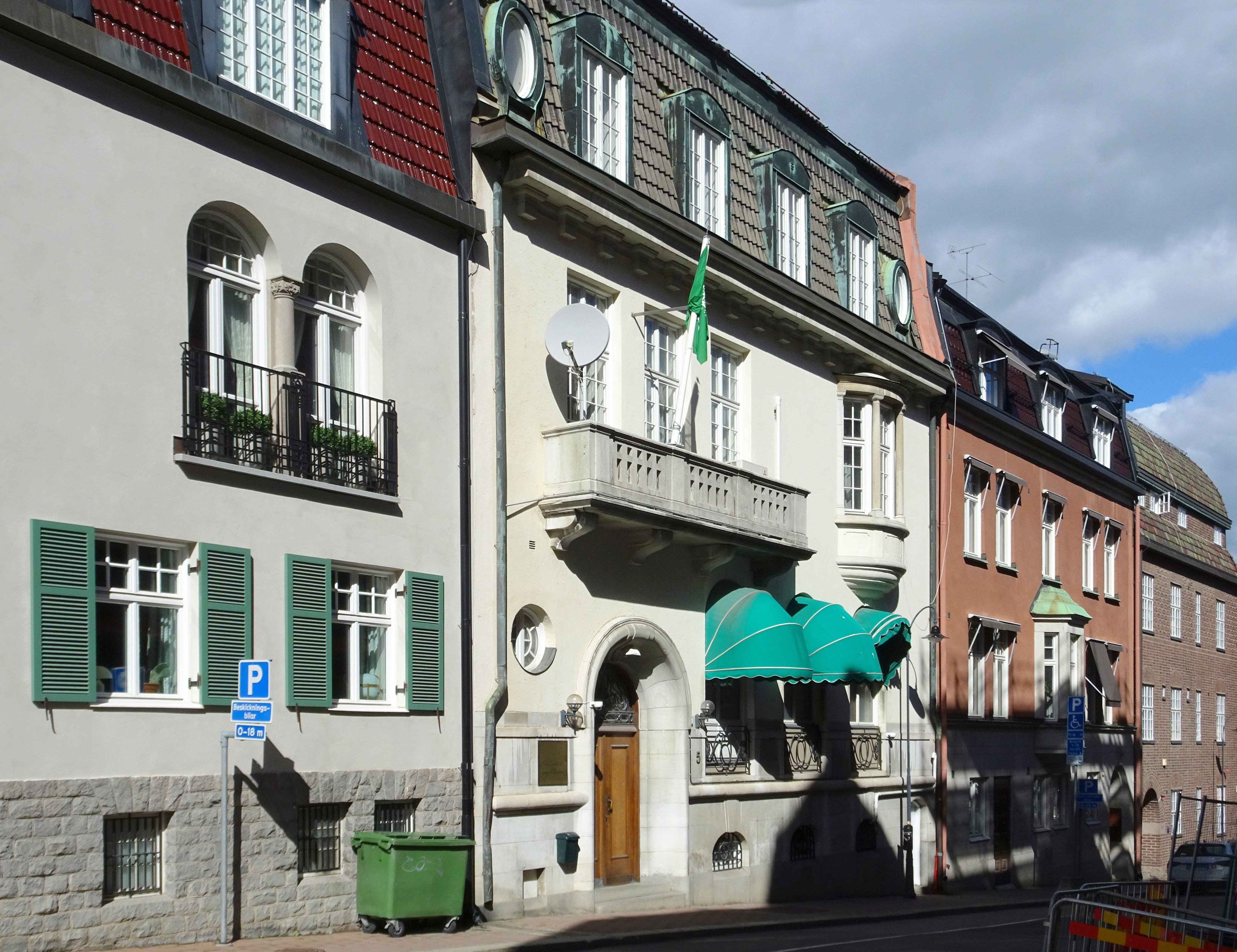
Trädlärkan 8, Sköldungagatan 5, september 2022.
Till vänster ansluter Trädlärkan 9 och till höger Trädlärkan 7.

Trädlärkan 8 är en kulturhistoriskt värdefull före detta villafastighet i kvarteret Trädlärkan i Lärkstaden på Östermalm i Stockholm. Huset vid Sköldungagatan 5 uppfördes 1909–1910 för apotekaren Gottfrid Nygren efter ritningar av arkitektkontoret Hagström & Ekman. Fastigheten är grönmärkt av Stadsmuseet i Stockholm, det innebär "särskilt värdefull från historisk, kulturhistorisk, miljömässig eller konstnärlig synpunkt". Sedan 1984 ligger Saudiarabiens Stockholmsambassad i huset.

## Bakgrund

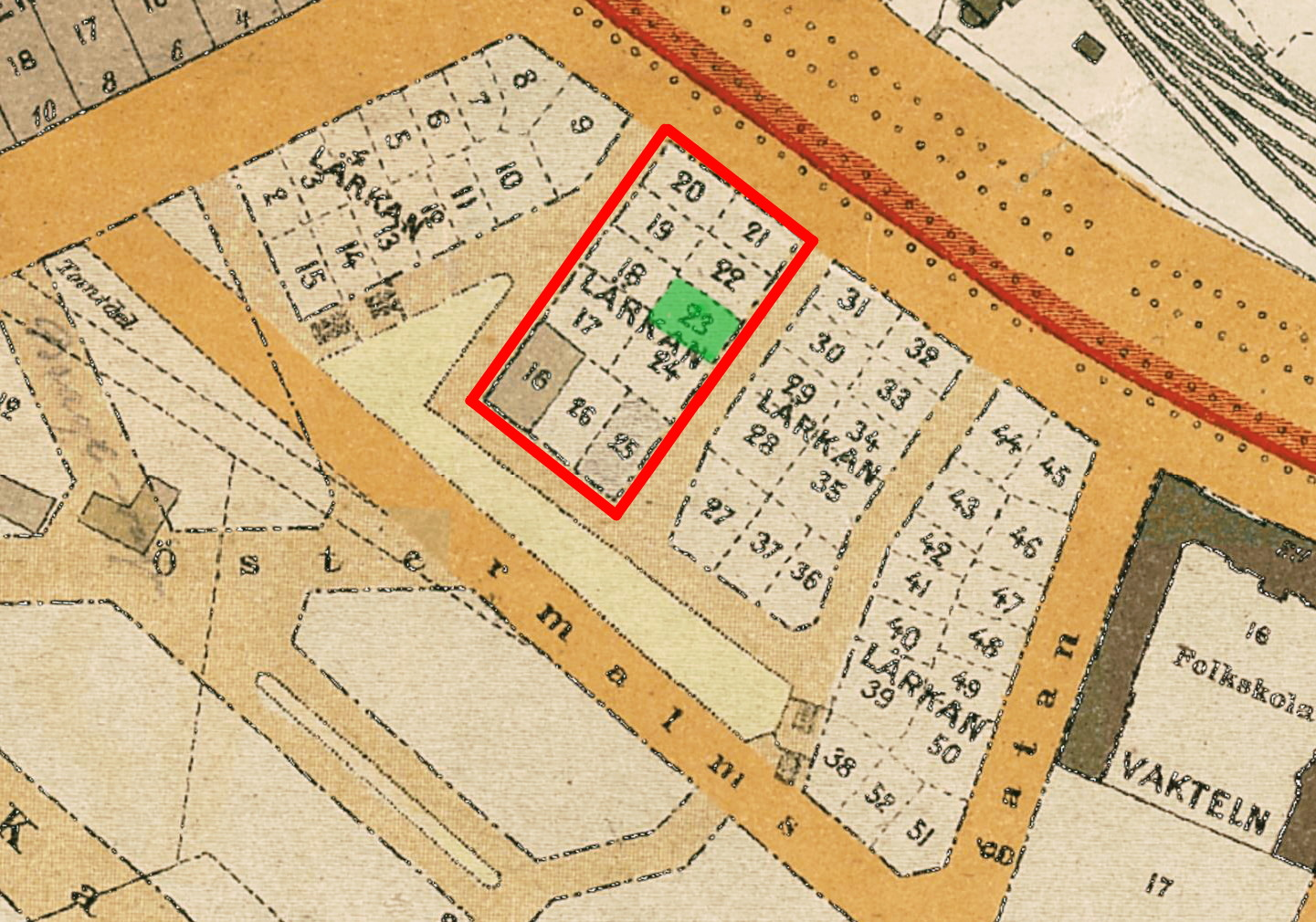
Kvarteret Lärkan 1909 tomt nr 23 (grön), dagens Trädlärkan 8.

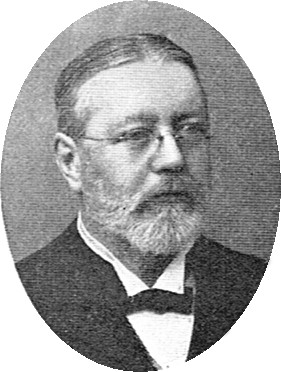
Byggherren Nygren

I februari 1909 började Stockholms stad genom auktioner försäljningen av villatomter i kvarteret Lärkan och i december 1912 var samtliga 51 fastigheter (nr 2–52, nr 1 fanns inte) sålda. Markägaren, Stockholms stad, sålde Lärkans tomter inte i form av tomträtter utan som "fri och egen grund". 
Målgruppen var den välbeställda borgarklassen som önskade bo i eget hem i innerstadens närhet. Stadsplanearkitekten för Lärkstaden, Per Olof Hallman, menade att det var stadens plikt att förse dem med tomtmark. Han kom själv att bygga sin villa på Sånglärkan 6, liksom flera andra arkitekter, byggmästare, direktörer och grosshandlare. 
En av nybyggarna på Lärkan var apotekaren och direktören Gottfrid Nygren. Han var bland annat delägare i Apoteket Nordstjernan i Stockholm och verkställande direktör för De Förenade Kolsyrefabrikernas AB samt Nordstjernans mineralvattenfabrik. 1909 förvärvade han Lärkans tomt nr 23 (senare namnändrad till Trädlärkan 8). Fastigheten hade samma storlek som granntomten Trädlärkan 7 och omfattade en areal om 333,5 kvadratmeter med en nästan kvadratisk byggrätt och en nio meter bred trädgårdstomt i väster.

## Byggnadsbeskrivning

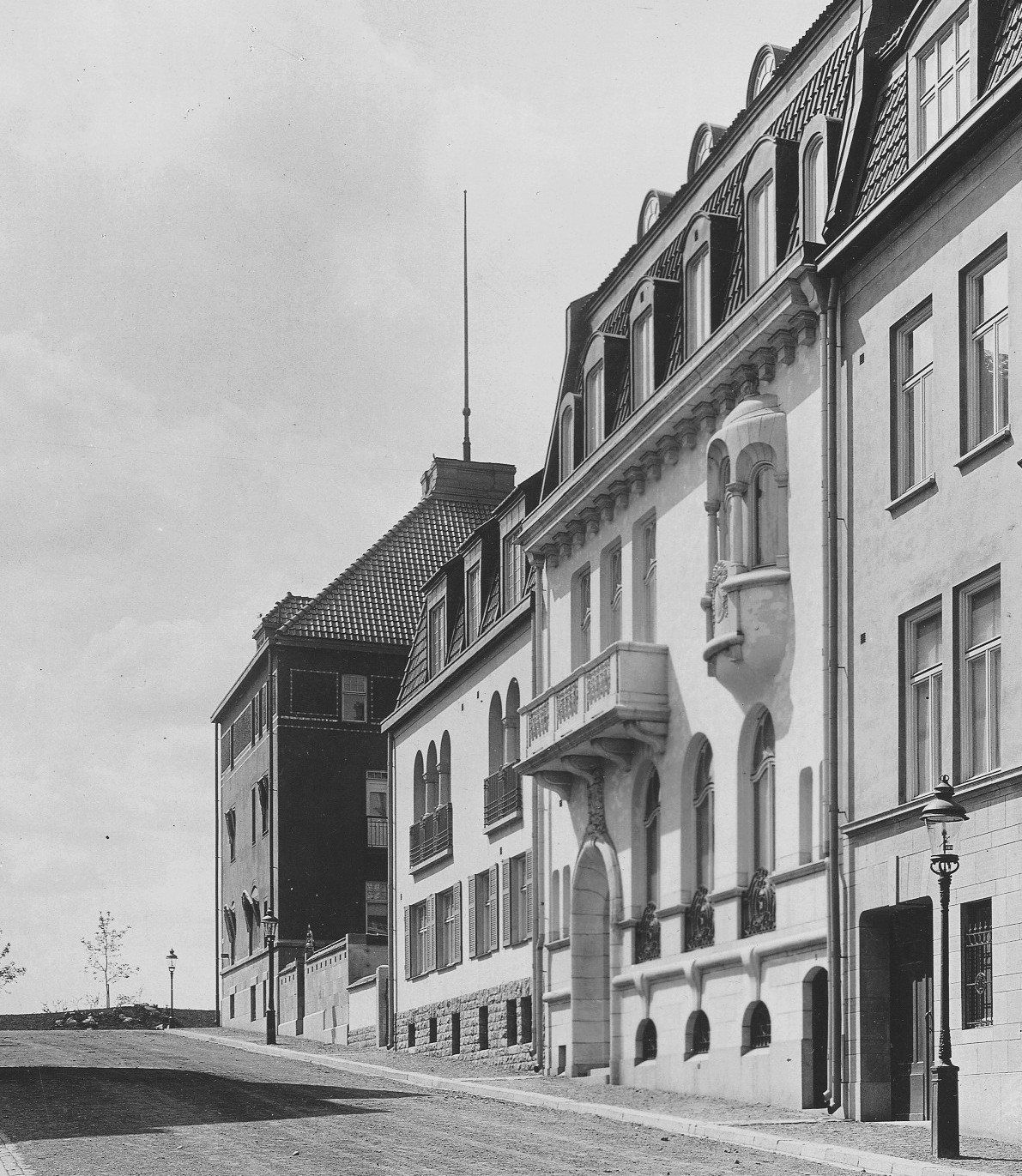
Trädlärkan 8, 9 och 10, 1911.

### Exteriör
Stadsvillan för Nygren och familj uppfördes av byggmästaren Martin Eriksson i två våningar samt souterrängvåning och utbyggd vindsplan. Arkitektfirman Hagström & Ekman stod för ritningarna. På Lärkan var firman representerad som arkitekt även för Tofslärkan 10, Piplärkan 5 och Piplärkan 6. Fasaden i höjd med souterrängvåningen kläddes med ljusgrå natursten, däröver putsad. Under takfoten löper ett tandsnitt. Entréporten placerades till vänster och är djupt indragen i en välvd, med natursten klädd portal. Porten är av ek med ett halvrunt överljusfönster som skyddas av dekorativt smidesgaller. 
Intill märks en grupp av tre välvda fönster som utformades som franska balkonger och hörde ursprungligen till den stora salen i bottenvåningen. Över entréporten märks husets balkong som vilar på fyra stenkonsoler och har räcke av sten. Den hörde ursprungligen till salongen och intilliggande burspråk hörde till fruns rum. Burspråket, balkong, fönster och fasadutsmyckningarna var vacker formgivna i jugend och huset liknade ett litet palats. Fasaden förenklades 1919 radikalt av arkitekt Evert Milles som tyckte att ”onödiga” ornamentsprydnader och annat ”obehövligt” skulle tas bort.

### Interiör

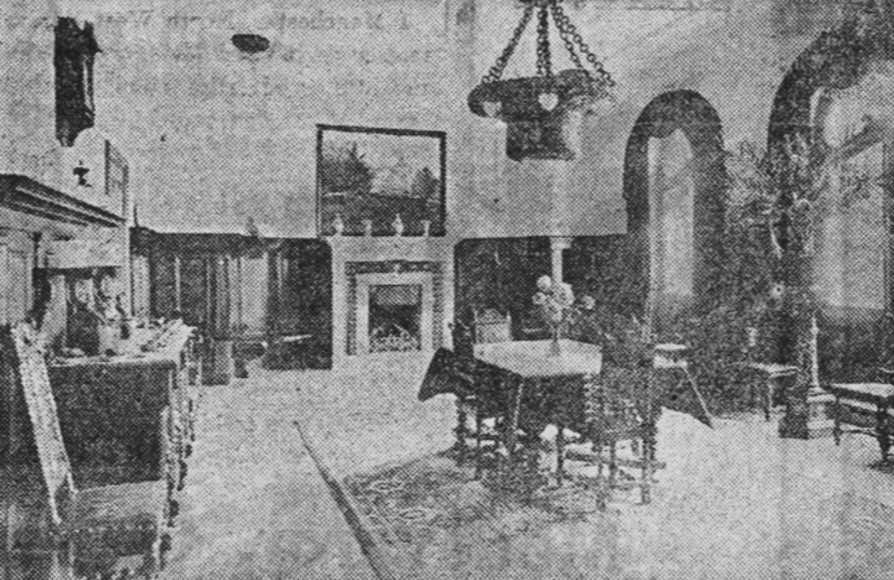
Stora salen 1910.

Det var vanligt bland nybyggarna i Lärkan att hyra ut några rum, exempelvis med så kallade ”dubbletter” (två rum med dusch dock utan kök), men det stred mot stadens intentioner att här skulle det finnas enbart enfamiljsvillor. Endast tjugoen av de femtioen tomterna bebyggdes med egentliga villor för ett hushåll. Speciellt i kvarteret Piplärkans villor kunde det rymdes upp till tio lägenheter i ett och samma hus. Trädlärkan 8 hörde dock till undantagen och ritades som en ren enfamiljsvilla för Nygren med familj. 
Rumsfördelningen var enligt arkitektritningarna från 1910 följande:
- Källarvåning – pannrum, kolrum, tvättstuga, stryk- och mangelrum, förråd
- Bottenvåning – entré och trapphall, sal med öppen spis (mot gatan), domestikrum, kök med serveringsrum (mot gården)
- Våning 1 trappa – trappa, salong och fruns rum (mot gatan), bibliotek (mot gården)
- Våning 2 trappor – två sovrum och badrum (mot gatan), domestikrum och gästrum (mot gården)
- Våning 3 trappor (vindsvåning) – borstrum (dåtidens städskrubb), torkvind

### Ritningar

Planritningar över hela kvarteret (Trädlärkan 8 i grön ram)
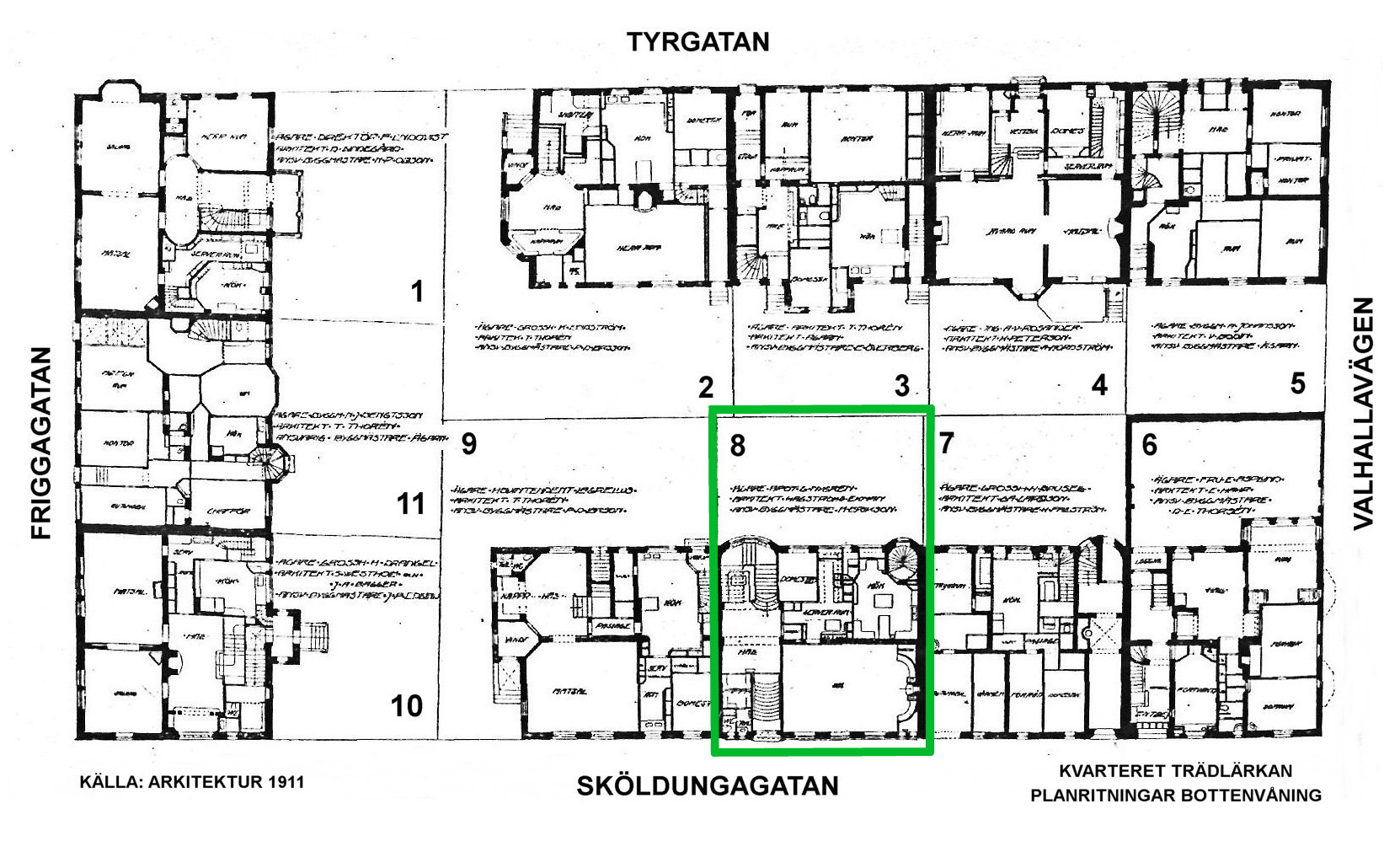
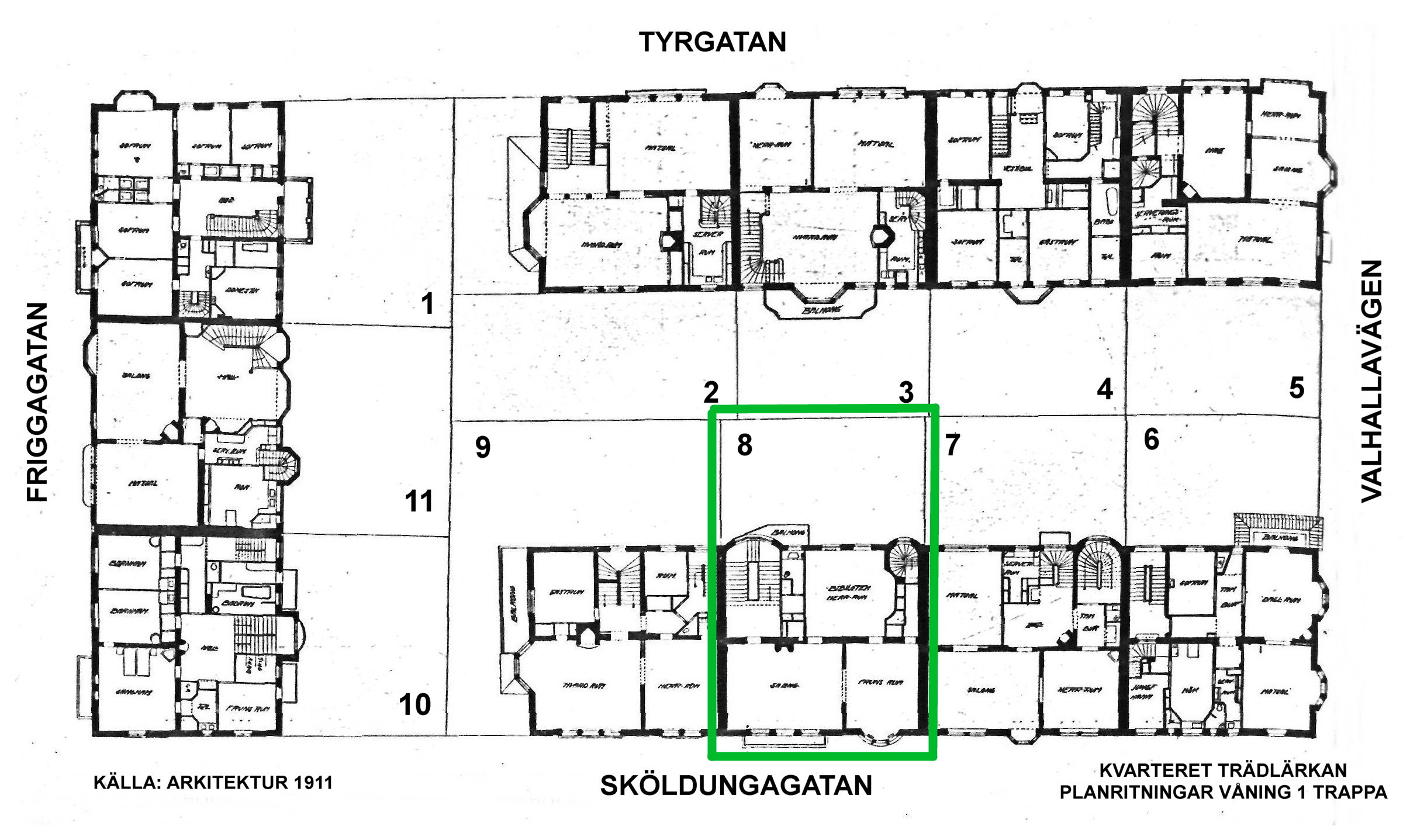
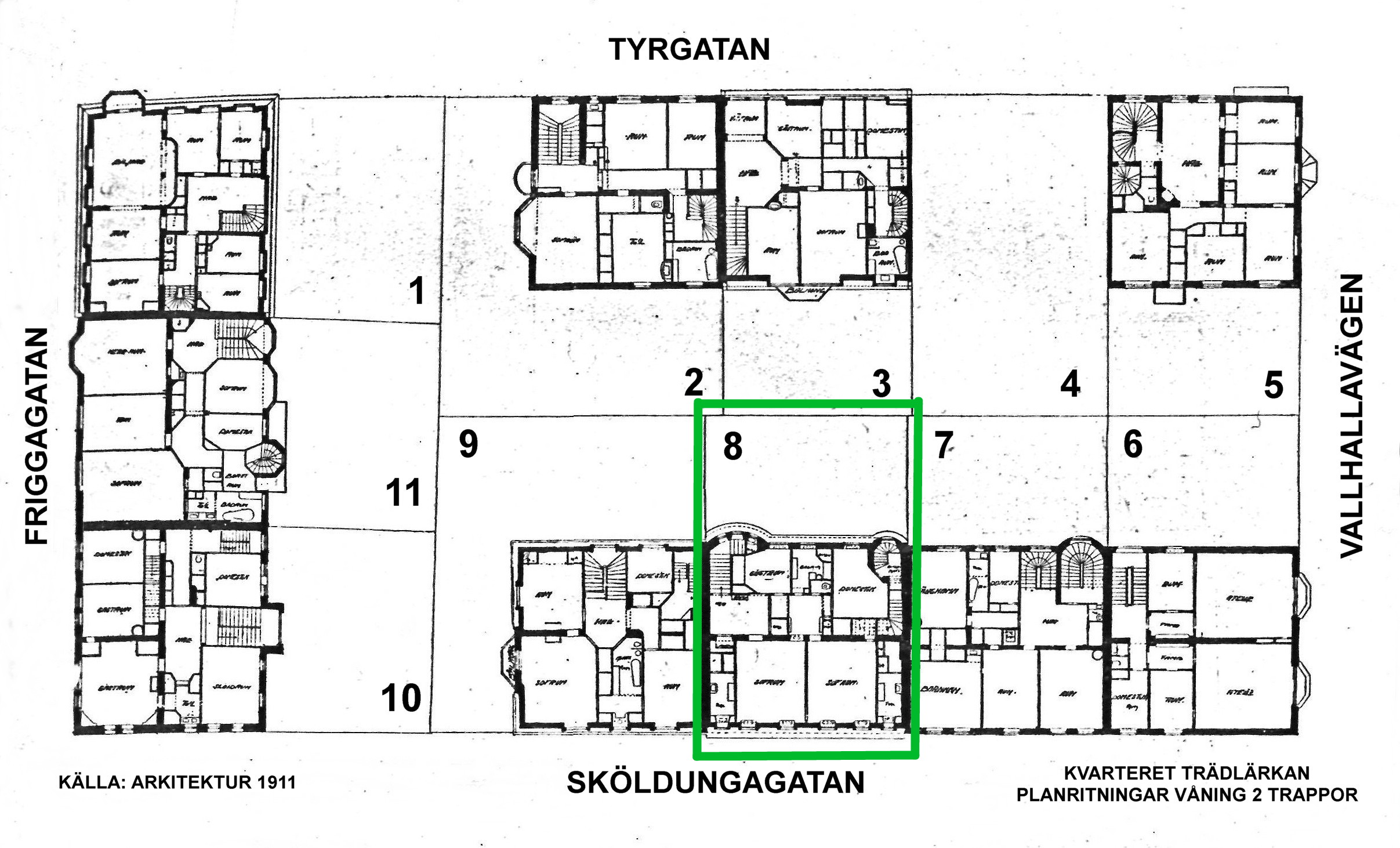

## Ägare och ändringar
Familjen Nygren bebodde Trädlkärkan 8 fram till Gottfrid Nygrens död 1916, därefter uppger Stockholms adresskalender en löjtnant E.G.G. Oxenstierna som ägare. Under nästa ägaren, grosshandlaren S. Hedberg, genomfördes 1919 omfattande ombyggnadsarbeten både in- och utvändigt efter ritningar av arkitekt Evert Milles. 1953 kontoriserades fastigheten, ansvarig arkitekt var Erik Stark. På 1970-talet uppger Stockholms stadsmuseum Länsförsäkringar som ägare.  Deras namn stod skrivet över portalvalvet. Företaget ägde samtidigt även grannhuset Trädlärkan 9. 1984 förvärvades fastigheten av Saudiarabien som sedan dess har sin Stockholmsambassad i byggnaden.

### Noter

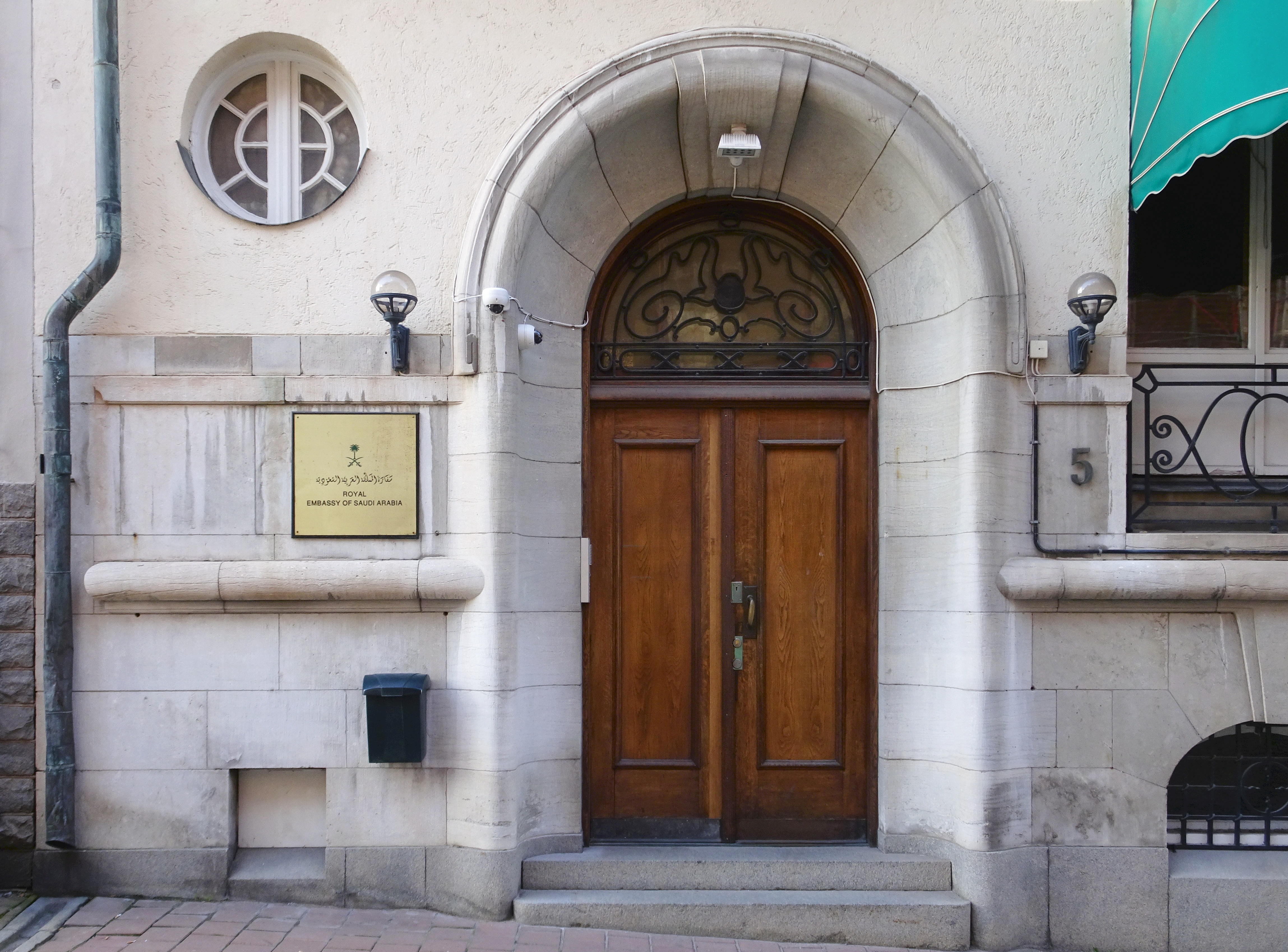
Huvudentrén, september 2022.